# Église Saint-Saturnin de Villeneuve
Pour les articles homonymes, voir Église Saint-Saturnin.
L’église Saint-Saturnin est une église située à Villeneuve, dans le département des Alpes-de-Haute-Provence.

## Histoire
L'église est construite au sommet du village de Villeneuve qui donne un panorama sur la vallée de la Durance.
De style roman, elle fut construite du XIIe au  XVIe siècle.
Elle est placée sous le vocable de Saint-Saturnin et sous le patronage de saint Sébastien.
L'église est inscrite au titre des monuments historiques par arrêté du 28 décembre 1926.

## Architecture
Elle est construite en style roman : sa nef de trois travées voûtées d’arêtes, doublée par un bas-côté également voûté d’arêtes, débouche dans une abside en cul-de-four. Du côté sud, se trouve une chapelle. Le clocher-mur, est au-dessus du chœur. Bien que la façade méridionale porte la date de 1600, une partie de sa construction peut être postérieure, notamment au vu du portail encadré de pilastres, et placé sous un entablement. 

## Mobilier
Son mobilier comprend un pupitre d’autel en bois peint, très bien conservé. La partie inférieure est ornée de putti et de motifs végétaux. La partie supérieure, où repose le livre liturgique, est ornée de deux anges priant devant un autel où repose l’agneau de l’Apocalypse. La scène est dominée par une colombe symbolisant l’Esprit-Saint.